# الهام اخوان
الهام اخوان (زاده ۹ شهریور ۱۳۶۷ در تهران) بازیگر، کارگردان و منشی صحنه ایرانی است.

## تحصیلات و آغاز فعالیت
مدرک تحصیلی اخوان لیسانس تئاتر و فوق لیسانس کارگردانی است. او در یازده‌سالگی با دیدن فیلم سینمایی «همشهری کین» به بازیگری گرایش پیدا کرد. او در ۱۶ سالگی به روی صحنه تئاتر رفت و در نوزده سالگی در کلاسهای آزاد بازیگری استاد سمندریان شرکت می‌کرد. پس از گذراندن دوره‌های آموزشی بازیگری، در سال ۱۳۸۶ با قبولی در دانشگاه هنر، به‌طور رسمی تحصیلات آکادمیک خود را در این رشته آغاز کرد.

## مسیر حرفه‌ای
او با فعالیت در زمینه منشی صحنه در فیلم‌ها و سریال‌های مختلفی چون «لونه زنبور»، «پنچری» و «ساخت ایران ۲» به صورت حرفه‌ای وارد عرصه هنر شد. در سال ۱۳۹۸ با بازی در فیلم سینمایی «دوزیست» به کارگردانی برزو نیک‌نژاد، اولین تجربه بازیگری خود را در سینما رقم زد. پس از آن در فیلم‌ها و سریال‌های متعددی به ایفای نقش پرداخت که از جمله آنها می‌توان به «باخانمان»، «دودکش ۲» و «آفتاب‌پرست» و «مرداب» اشاره کرد. اخوان در سال ۱۴۰۱ با بازی در سریال «آفتاب‌پرست» به کارگردانی برزو نیک‌نژاد، اولین تجربه حضور خود در نمایش خانگی را نیز تجربه کرد.

## نقش‌آفرینی‌ها
- «مریم» در فیلم «دوزیست»[۱۵][۱۶]
- «گوهر» در سریال «باخانمان»[۱۷][۱۸]
- «گندم گماسایی» در سریال «دودکش ۲»[۱۹]
- «مژگان» در سریال «آفتاب‌پرست»[۲۰]
- «ویداً» در سریال «مرداب»[۲۱]
- 《میترا》دختر ادیب در سریال از یاد رفته به کارگردانی برزو نیک نژاد